# Pivovar Přerov
Pivovar Přerov je přerovský pivovar, který vaří pivo značky Zubr. Výstav přerovského pivovaru je 280 000 hl ročně. V přerovském pivovaru se vaří pivo od roku 1872. Trojice moravských pivovarů Zubr, Litovel a Holba je sdružená do pivovarnické skupiny Pivovary CZ Group, a.s.

## Produkty pivovaru
- Zubr Classic – světlé výčepní alk. 4,1 %
- Zubr Classic – tmavé výčepní alk. 4,1 %
- Zubr Gold – světlé výčepní alk. 4,6 %
- Zubr Grand – světlý ležák alk. 4,8 %
- Zubr Premium – světlý ležák alk. 5,1 %
- Zubr Free – světlé nealkoholické alk. 0,49 %
- Zubr Gradus - světlý ležák alk. 5,2%
- Zubr Maxxim - světlý ležák alk. 6,5%
- Royal Dog Cider - cider alk. 4,5%

## Zajímavosti
Veškeré pivní tácky pivovaru Přerov.